# 季之駿
季之骏（？—？），字千里，號裒庵，河南陳州衛官籍。

## 生平
萬曆四十六年（1618年）戊午科河南乡试举人，崇祯十三年（1640年）庚辰科進士，刑部观政。
顺治三年丙戌（1646年）任户部主事，遇覃恩荫子康德在监，升员外郎，顺治二年十一月以大学士洪承畴疏荐，升郎中。十年二月上幸内院，召大学士洪承畴所荐户部侍郎孫廷銈、太仆寺卿卫周祚、顺天府丞魏管、郎中季之骏入见，询其履历。后升南昌府知府，政事文章，海内称为门流。著《作家乘》、《千万言》，士人珍诵之。

## 家族
祖季道统，万历十一年进士，官左春坊左中允。
弟季之骐，生员。